# Goethestraße (Düren)

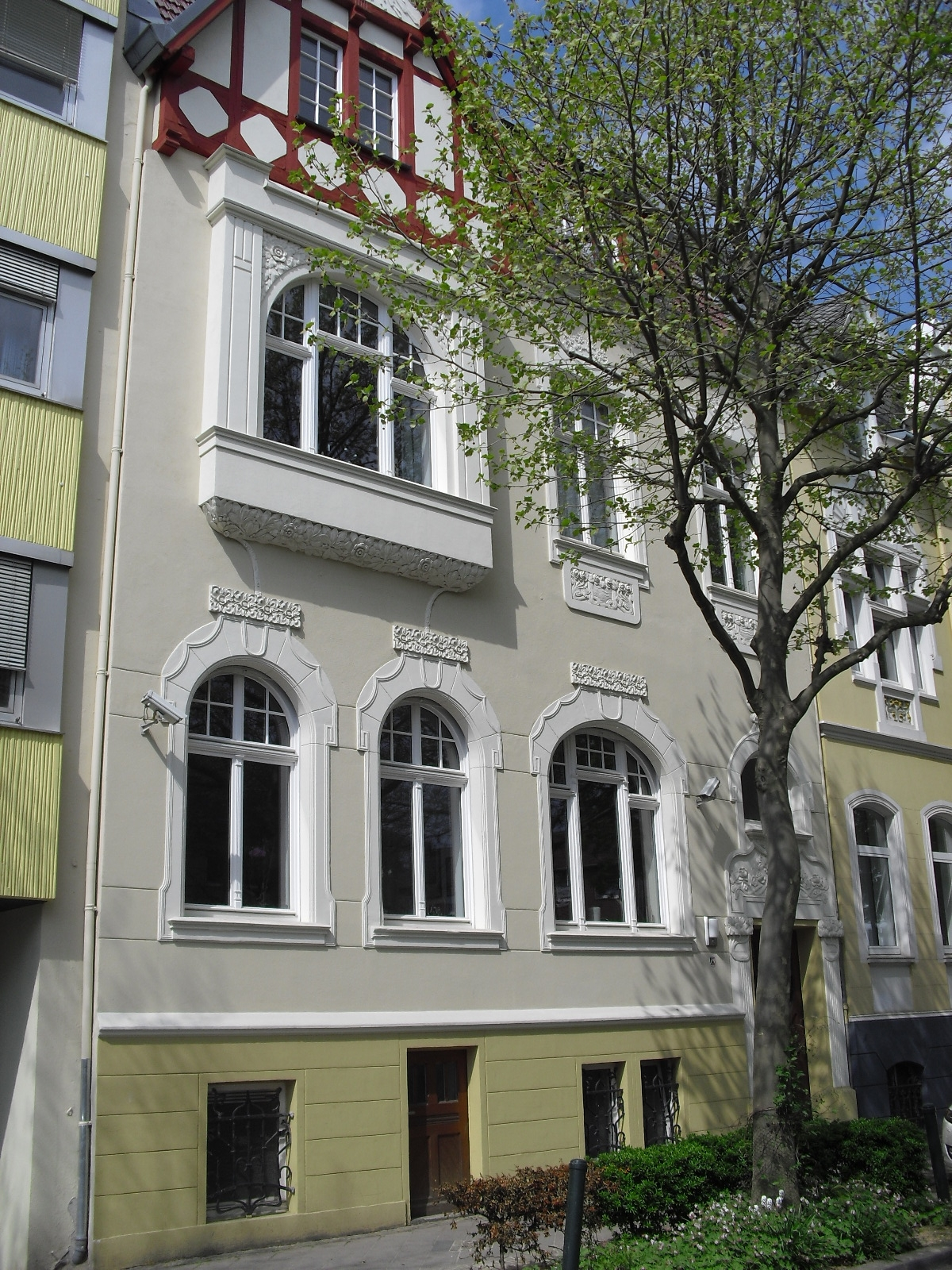
Wohnhaus Goethestraße 14

Die Goethestraße in der Kreisstadt Düren in Nordrhein-Westfalen ist eine alte Innerortsstraße. Sie ist benannt nach Johann Wolfgang von Goethe, einem deutschen Dichter.
Die Goethestraße, die von der August-Klotz-Straße abzweigt, endet an der Rurstraße. Vom 1. Februar 1892 bis zum 3. November 1903 hieß dieser Straßenzug Weststraße. Die Goethestraße wurde um 1880 erbaut, als sich der Stadtkern nach Westen ausdehnte.
An der Ecke Holzstraße/Goethestraße befindet sich das Finanzamt Düren in einem Gebäude aus den 1950er Jahren. Das ursprüngliche Gebäude aus dem Jahre 1924 wurde beim Luftangriff vom 16. November 1944 zerstört. Das Wohnhaus Goethestraße 14 steht unter Denkmalschutz, siehe Liste der Baudenkmäler in Düren. Die Jugendlichtspiele, ein Kino, im Haus Goethestraße 3 in der Innenstadt bestanden von 1927 bis zur Zerstörung im Zweiten Weltkrieg. An der Ecke Schillerstraße stand bis 1977 das Hotel Kaiserhof.